# Fundición de hierro
Las fundiciones de hierro son un grupo de aleaciones hierro-carbono con un contenido de carbono superior al 2%. Su utilidad se deriva de su temperatura de fusión relativamente baja. Los constituyentes de la aleación afectan a su color cuando se fractura: la fundición blanca tiene impurezas de carburo que permiten que las grietas se propaguen directamente, la fundición gris tiene escamas de grafito que desvían una grieta que pasa e inician innumerables nuevas grietas a medida que el material se rompe, y la fundición dúctil tiene "nódulos" esféricos de grafito que impiden que la grieta siga avanzando.

## Características generales
El carbono (C), que oscila entre el 1,8 y el 4 %, en peso y el silicio (Si), con entre el 1 y el 3 % en peso, son los principales elementos de aleación del hierro fundido. Comúnmente las fundiciones más usadas están entre los valores de 2,5% y 4,5%, ya que las de mayor contenido de carbono carecen de valor práctico en la industria. Además de hierro y carbono, lleva otros elementos de aleación como silicio, manganeso, fósforo, azufre y oxígeno. Las aleaciones de hierro con menor contenido de carbono se conocen como acero.
La fundición de hierro tiende a ser frágil, excepto la fundición maleable. Gracias a su punto de fusión relativamente bajo, su buena fluidez, su colabilidad, su excelente maquinabilidad, su resistencia a la deformación y su resistencia al desgaste, el hierro fundido se ha convertido en un material de ingeniería con una amplia gama de aplicaciones y se utiliza en tuberías, máquinas y piezas de la industria del automóvil, como bloques de motores y sus culatas, y cajas de cambio. Es resistente a los daños causados por la oxidación, pero es notoriamente difícil de soldar.
Los primeros artefactos de hierro fundido datan del siglo V a. C. y fueron descubiertos por arqueólogos en la actual Jiangsu en China. El hierro fundido se utilizó en la antigua China para la guerra, la agricultura y la arquitectura. Durante el siglo XV, el hierro fundido se utilizó para los cañones en Borgoña, Francia, y en Inglaterra durante la Reforma.  Las cantidades de hierro fundido utilizadas para los cañones requerían una producción a gran escala. El primer puente de hierro fundido fue construido durante la década de 1770 por Abraham Darby III, y es conocido como el Puente de Hierro en Shropshire, Inglaterra. El hierro fundido también se utilizó en la construcción de edificios.
Estas fundiciones siguen el diagrama de equilibrio estable (Fe-C) (o su porción Fe-Fe3C) o metaestable dependiendo de distintos factores, principalmente de si se produce o no la grafitización.
Obtienen su forma definitiva por colada industrial, permitiendo la fabricación con relativa facilidad tanto de piezas de grandes dimensiones como de pequeños elementos con formas complicadas.
Son más baratas que los aceros y de fabricación más sencilla, al utilizarse en su producción instalaciones menos costosas y realizarse la fusión a temperaturas más bajas (además son fáciles de mecanizar). Actualmente, se fabrican fundiciones con excelentes propiedades mecánicas, haciéndole la competencia a los aceros tradicionales.
Se dividen en dos tipos:
- Fundiciones grises: 
  - Presentan el carbono en forma de grafito laminar.
  - Suelen estar aleadas con silicio (elemento muy grafitizante).
  - Períodos de enfriamiento largos favorecen la formación de una fundición gris, ya que la lentitud en las reacciones facilita que se formen los constituyentes más estables: la cementita se transforma en ferrita y grafito (grafitización). Son fácilmente mecanizables ya que el grafito favorece la salida de la viruta.
- Fundiciones blancas:
  - El carbono aparece en forma de cementita.
  - La cantidad de silicio es mínima.
  - Las velocidades rápidas de enfriamiento favorece la formación de la cementita.
  - Tienen una alta resistencia mecánica y dureza, pero también gran fragilidad (propiedades debidas a la cementita), por lo que son difíciles de mecanizar.

## Historia

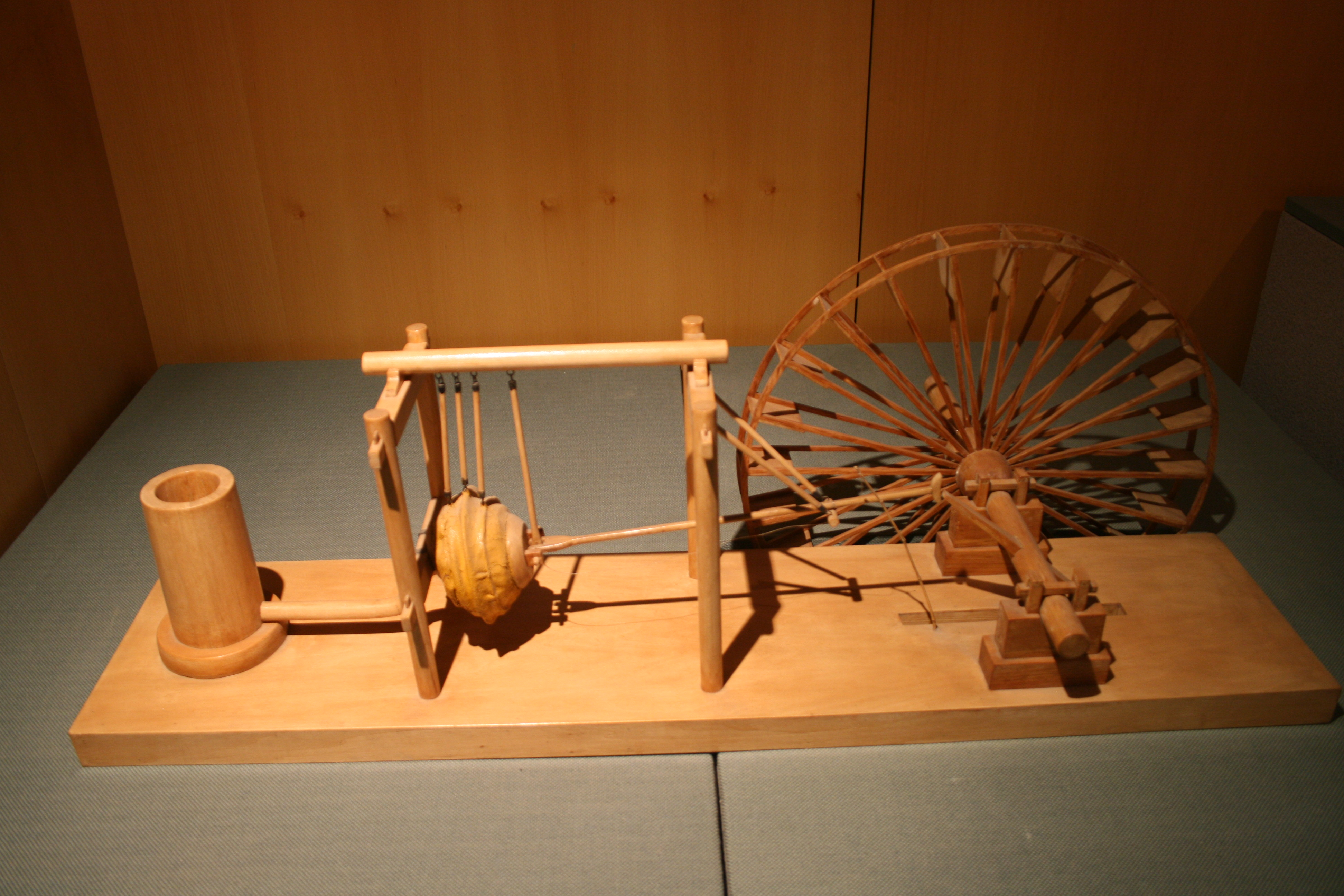
Modelo de diorama de un alto horno de la dinastía Han

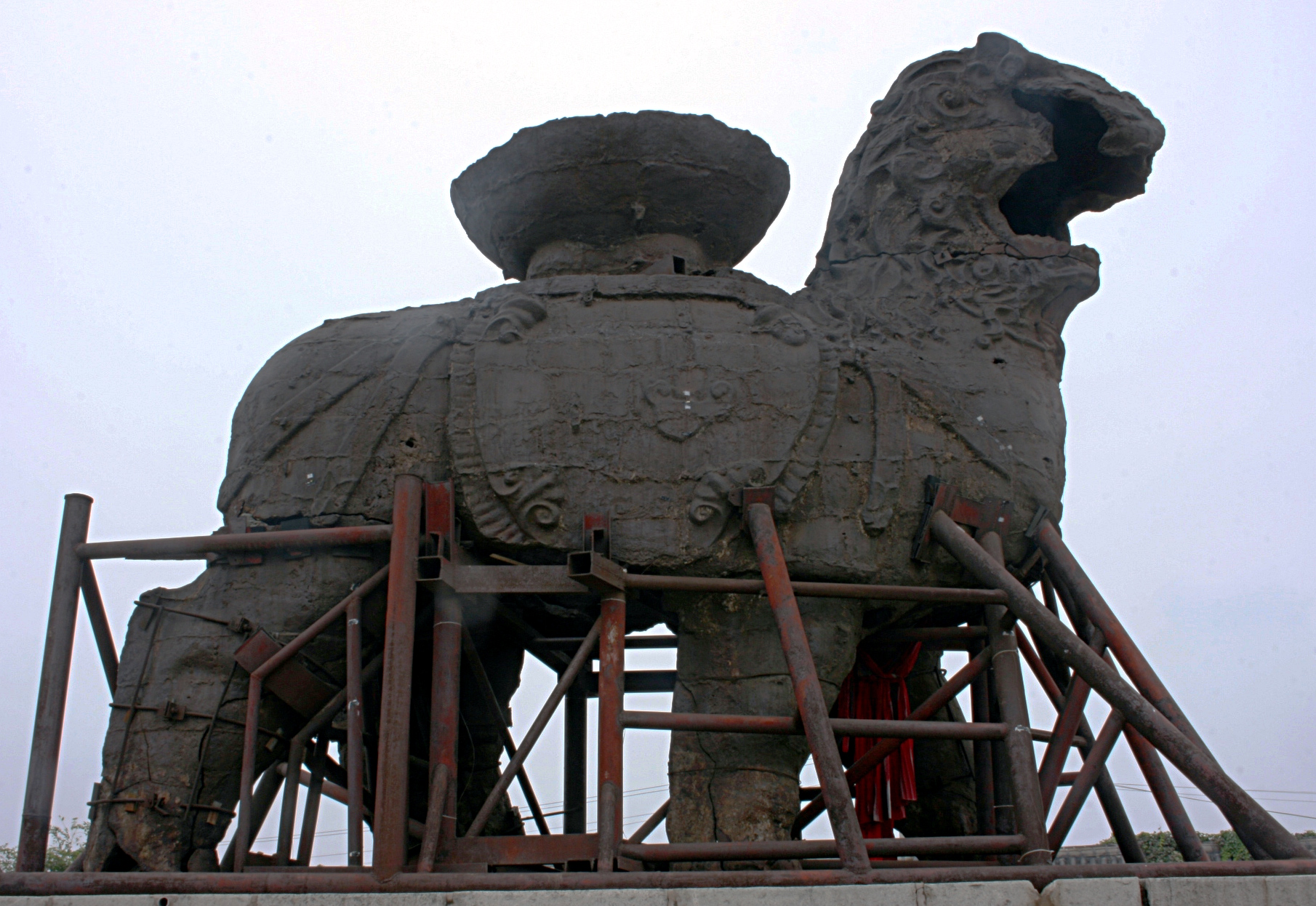
El León de hierro de Cangzhou, la mayor obra de arte de hierro fundido que se conserva de China, 953 d. C., periodo Zhou tardío

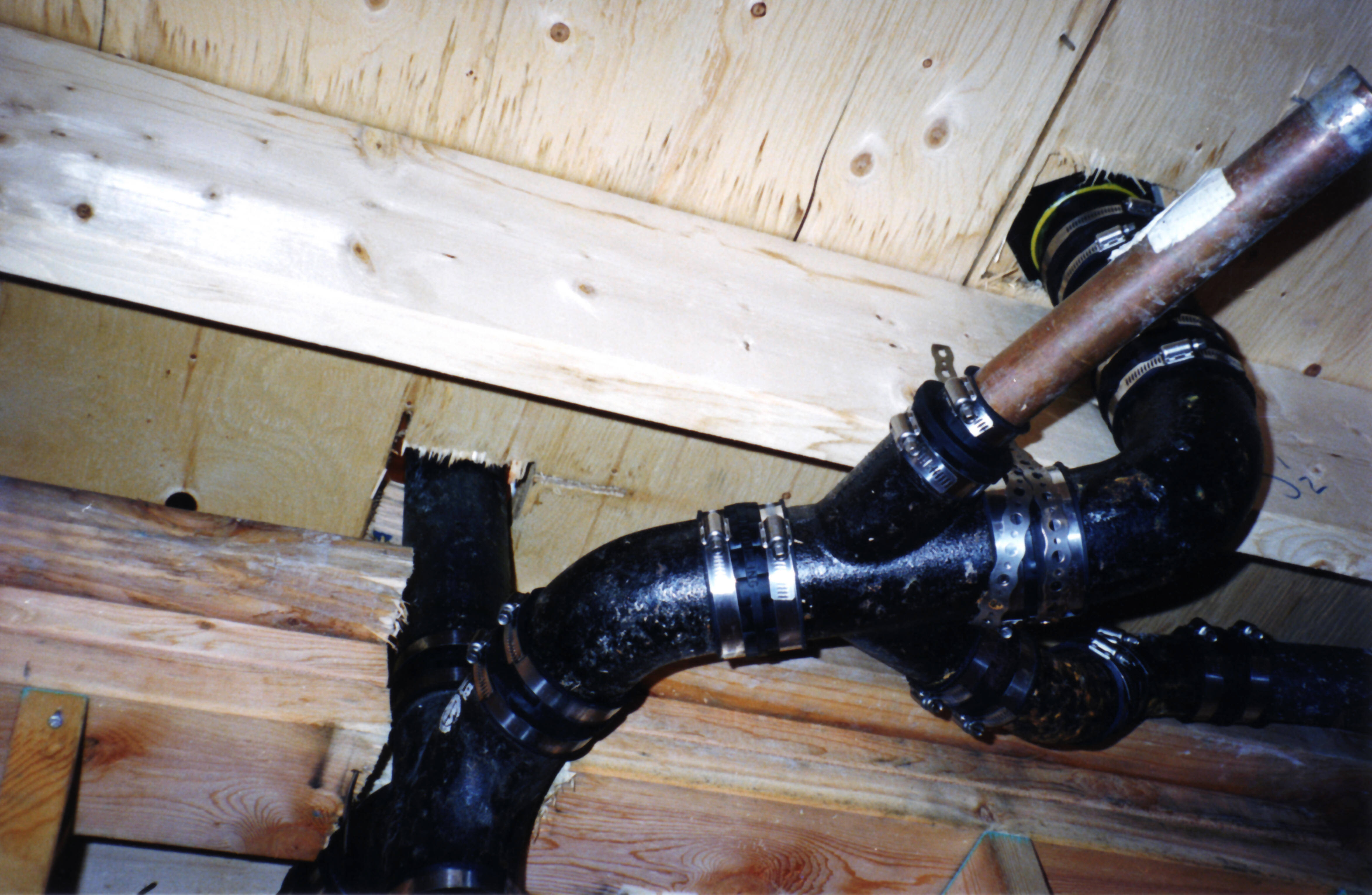
Tubería de hierro fundido para desagües, residuos y ventilación

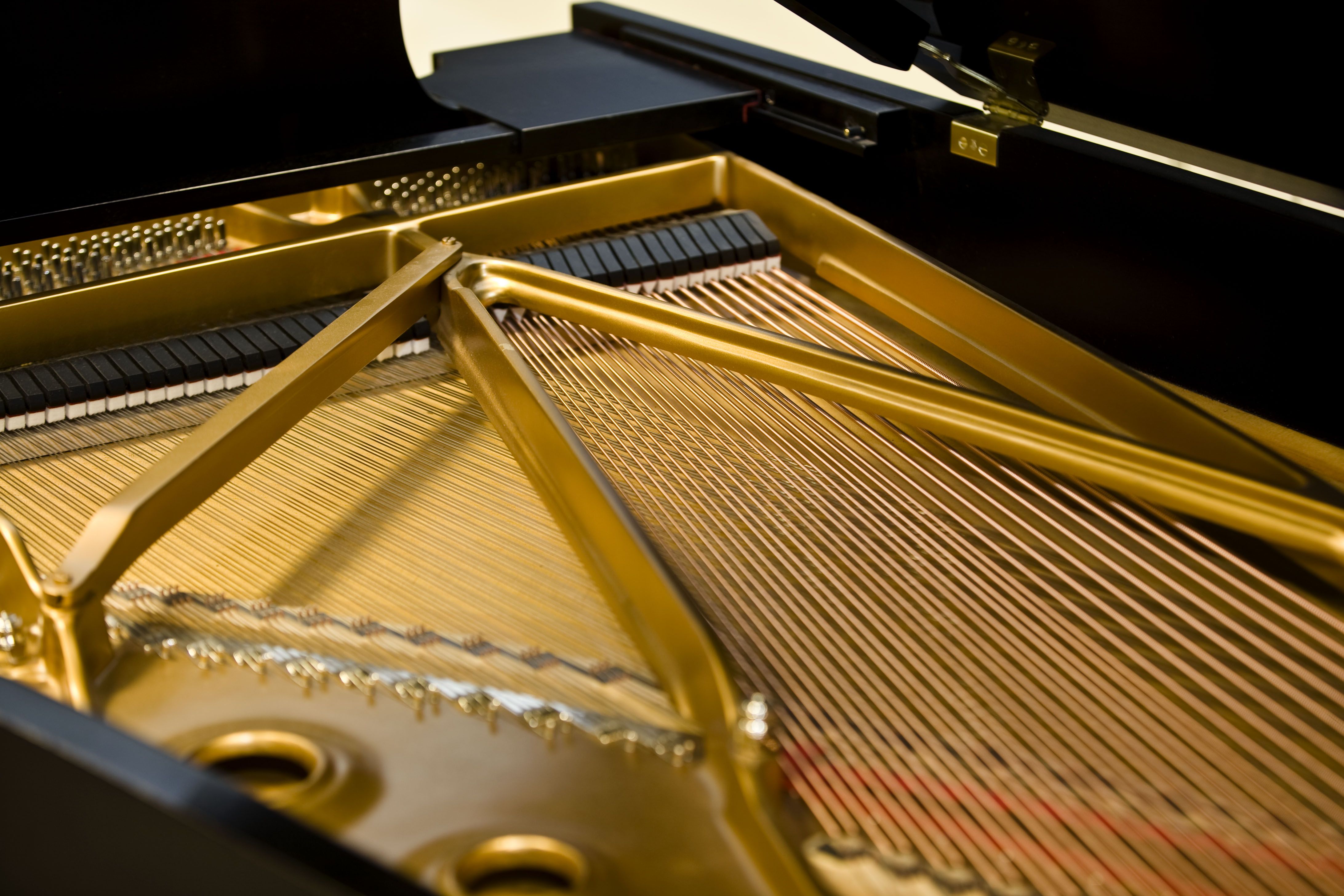
Placa de hierro fundido en un piano de cola

El hierro fundido y el hierro forjado pudieron producirse accidentalmente al fundir cobre utilizando mineral de hierro como fundente.: 47–48 
Los primeros artefactos de hierro fundido datan del siglo V a. C., y fueron descubiertos por los arqueólogos en el actual condado de Luhe, Jiangsu, en China, durante el período de los reinos combatientes. Esto se basa en un análisis de las microestructuras de los objetos hallados.
Debido a que el hierro fundido es comparativamente frágil, no es adecuado para fines que requieran un borde afilado o flexibilidad. Es resistente a la compresión, pero no a la tensión. El hierro fundido se inventó en China en el siglo V a. C. y se vertió en moldes para fabricar rejas de arado y ollas, así como armas y pagodas. Aunque el acero era más deseable, el hierro fundido era más barato y, por lo tanto, se utilizaba en la antigua China más comúnmente para producir objetos cotidianos, mientras que el hierro forjado o el acero se utilizaban para fabricar armas. Los chinos desarrollaron un método de recocido del hierro fundido manteniendo las piezas fundidas calientes en una atmósfera oxidante durante una semana o más con el fin de quemar algo de carbono cerca de la superficie, con el fin de evitar que la capa superficial fuera demasiado frágil.: 43 
En Occidente, donde no estuvo disponible hasta el siglo XV, sus primeros usos fueron el cañón y las armas de fuego. Enrique VIII inició la fundición de cañones en Inglaterra. Pronto, los trabajadores del hierro ingleses que utilizaban altos hornos desarrollaron la técnica de producir cañones de hierro fundido, que, aunque eran más pesados que los cañones de bronce predominantes, eran mucho más baratos y permitieron a Inglaterra armar mejor a su marina de guerra. La tecnología del hierro fundido fue transferida desde China. Al-Qazvini, en el siglo XIII, y otros viajeros observaron posteriormente una industria del hierro en los Alburz al sur del Mar Caspio. Esto está cerca de la ruta de la seda, por lo que es concebible el uso de tecnología derivada de China. Los maestros metalúrgicos del Weald continuaron produciendo hierros fundidos hasta la década de 1760, y el armamento fue uno de los principales usos de los hierros después de la restauración inglesa.
En muchos altos hornos ingleses se fabricaban entonces ollas de hierro fundido. En 1707, Abraham Darby patentó un nuevo método para fabricar ollas (y marmitas) más finas y, por tanto, más baratas que las fabricadas por métodos tradicionales. Esto significó que sus hornos de Coalbrookdale se convirtieron en proveedores dominantes de ollas, actividad a la que se unieron en las décadas de 1720 y 1730 un pequeño número de otros altos hornos de coque.
La aplicación de la máquina de vapor para accionar los fuelles de fundición (indirectamente mediante el bombeo de agua a una rueda hidráulica) en Gran Bretaña, que comenzó en 1743 y se incrementó en la década de 1750, fue un factor clave para aumentar la producción de hierro fundido, que se disparó en las décadas siguientes.  Además de superar la limitación de la energía hidráulica, el alto horno accionado por agua bombeada a vapor proporcionó temperaturas más altas a los hornos, lo que permitió el uso de mayores proporciones de cal, permitiendo la conversión del carbón vegetal, cuyos suministros de madera eran inadecuados, al coque.: 122 

### Puentes de hierro fundido
El uso del hierro fundido con fines estructurales comenzó a finales de la década de 1770, cuando Abraham Darby III construyó el Puente de Hierro, aunque ya se habían utilizado vigas cortas, como en los altos hornos de Coalbrookdale. Le siguieron otros inventos, entre ellos uno patentado por Thomas Paine. Los puentes de hierro fundido se convirtieron en algo habitual a medida que la Revolución Industrial se aceleraba. Thomas Telford adoptó el material para su puente aguas arriba en Buildwas, y luego para el Acueducto de Longdon-on-Tern, un canal de Acueducto navegable en Longdon-on-Tern en el Canal de Shrewsbury. Le siguieron el Acueducto de Chirk y el Acueducto de Pontcysyllte, que siguen en uso tras las recientes restauraciones.
La mejor manera de utilizar el hierro fundido para la construcción de puentes era mediante el uso de arcos, de manera que todo el material está en compresión. El hierro fundido, al igual que la mampostería, es muy resistente a la compresión. El hierro forjado, como la mayoría de los otros tipos de hierro y, de hecho, como la mayoría de los metales en general, es fuerte en tensión, y también duro - resistente a la fractura. La relación entre el hierro forjado y el hierro fundido, a efectos estructurales, puede considerarse análoga a la relación entre la madera y la piedra.
Los puentes de vigas de hierro fundido fueron utilizados ampliamente por los primeros ferrocarriles, como el puente de Water Street en 1830 en la terminal de Mánchester del ramal de tren Liverpool-Mánchester, pero los problemas de su uso se hicieron demasiado evidentes cuando un nuevo puente por el que pasaba el tren de Chester y Holyhead a través del río Dee en Chester se derrumbó matando a cinco personas en mayo de 1847, menos de un año después de su inauguración. El desastre del puente del Dee fue causado por una carga excesiva en el centro de la viga por el paso de un tren, y muchos puentes similares tuvieron que ser demolidos y reconstruidos, a menudo en hierro forjado. El puente había sido mal diseñado, ya que se había construido con tirantes de hierro forjado, que se pensó erróneamente que reforzaban la estructura. Los centros de las vigas se pusieron en flexión, con el borde inferior en tensión, donde el hierro fundido, como la mampostería, es muy débil.
No obstante, el hierro fundido siguió utilizándose de forma inadecuada en las estructuras, hasta que el desastre del puente del ferrocarril del Tay de 1879 puso seriamente en duda el uso del material. Las orejetas cruciales para sujetar las barras de unión y los puntales en el puente de Tay se habían fundido de forma integral con las columnas, y fallaron en las primeras fases del accidente. Además, los orificios para pasar los pernos también se habían moldeado, en vez de perforarse. Así, debido al ángulo de inclinación de las piezas de fundición, la tensión de las barras de unión se localizaba en el borde del orificio en lugar de repartirse a lo largo del mismo. El puente de sustitución se construyó en hierro forjado y acero.
Sin embargo, se produjeron más derrumbes de puentes, que culminaron con el accidente ferroviario de Norwood Junction de 1891. Miles de puentes de vigas de hierro fundido acabaron siendo sustituidos por equivalentes de acero hacia 1900 debido a la preocupación generalizada por los puentes de hierro fundido en la red ferroviaria de Gran Bretaña.

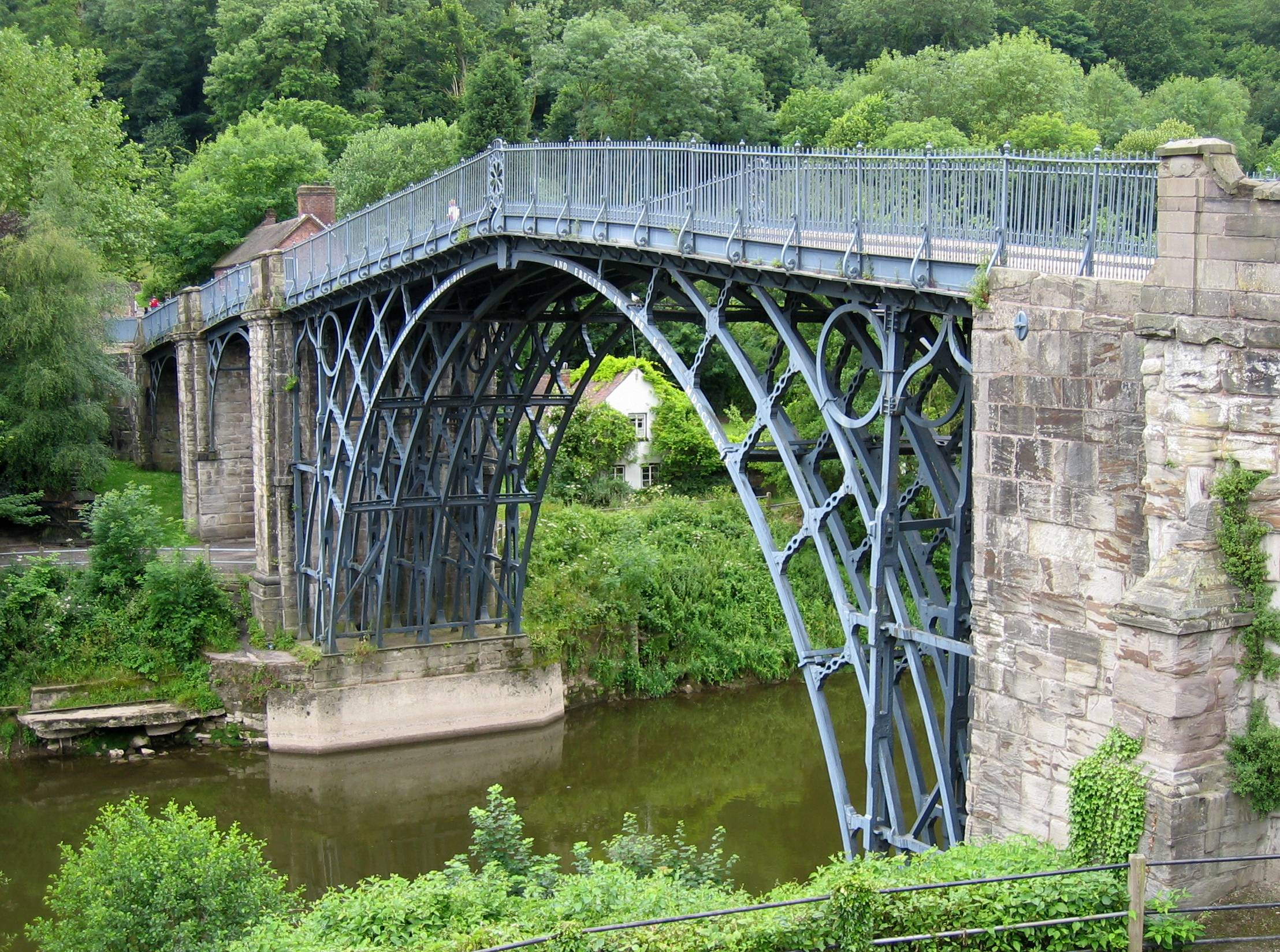
El Puente de hierro sobre el río Severn en Coalbrookdale, Inglaterra (terminado en 1779)
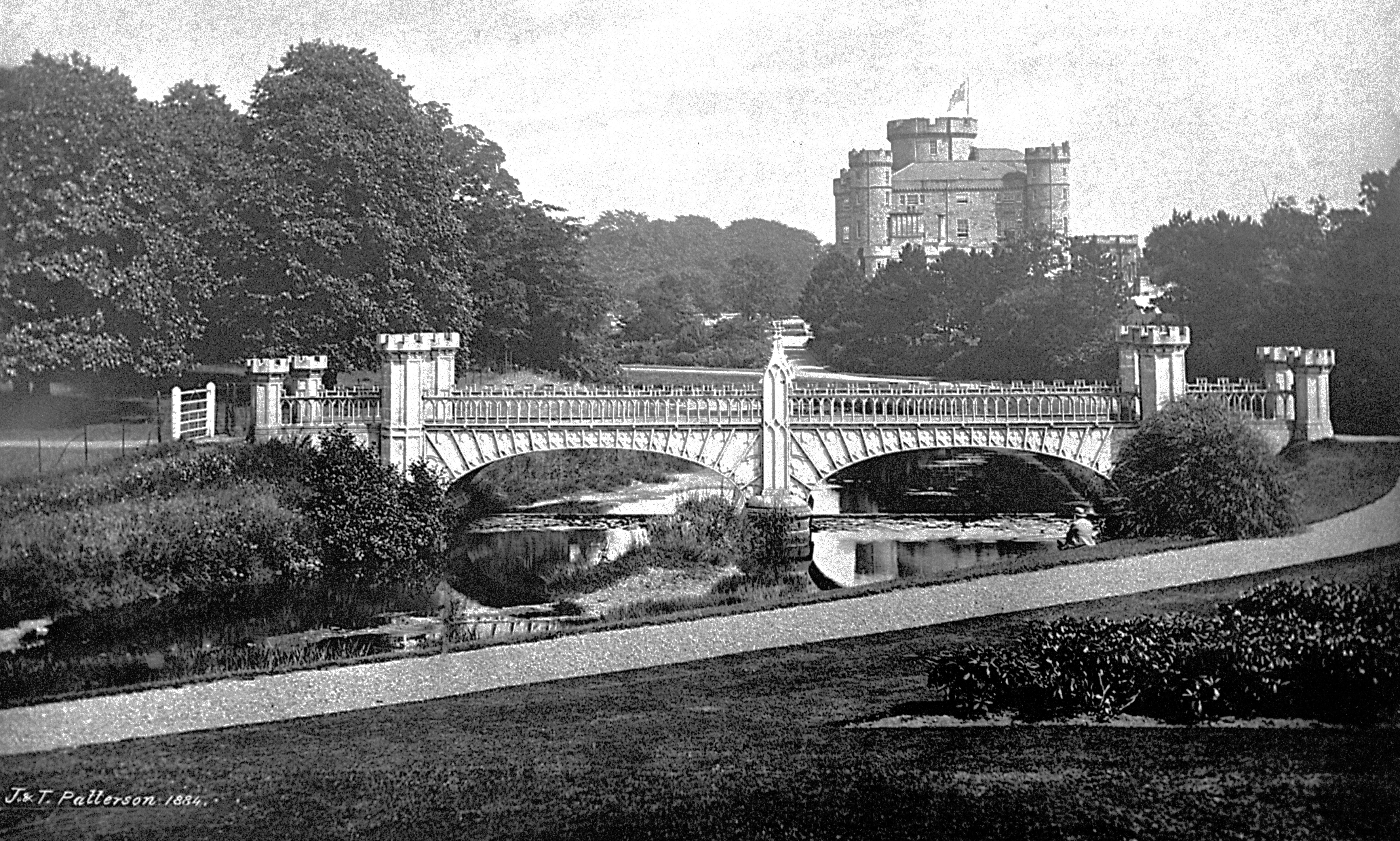
El Puente del Torneo de Eglinton (terminado c1845), North Ayrshire, Escocia, construido con hierro fundido
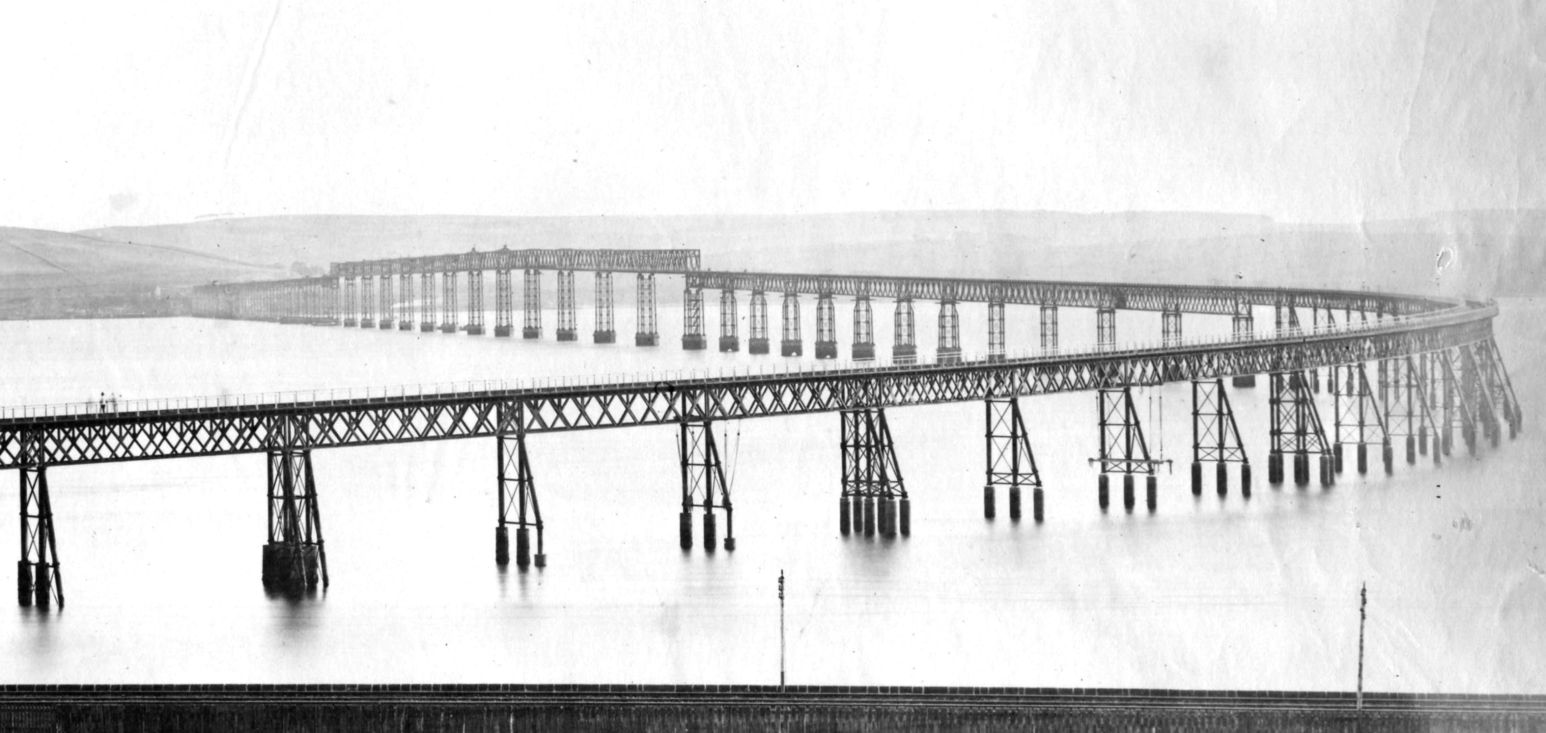
Puente del Tay original visto desde el norte (terminado en 1878)
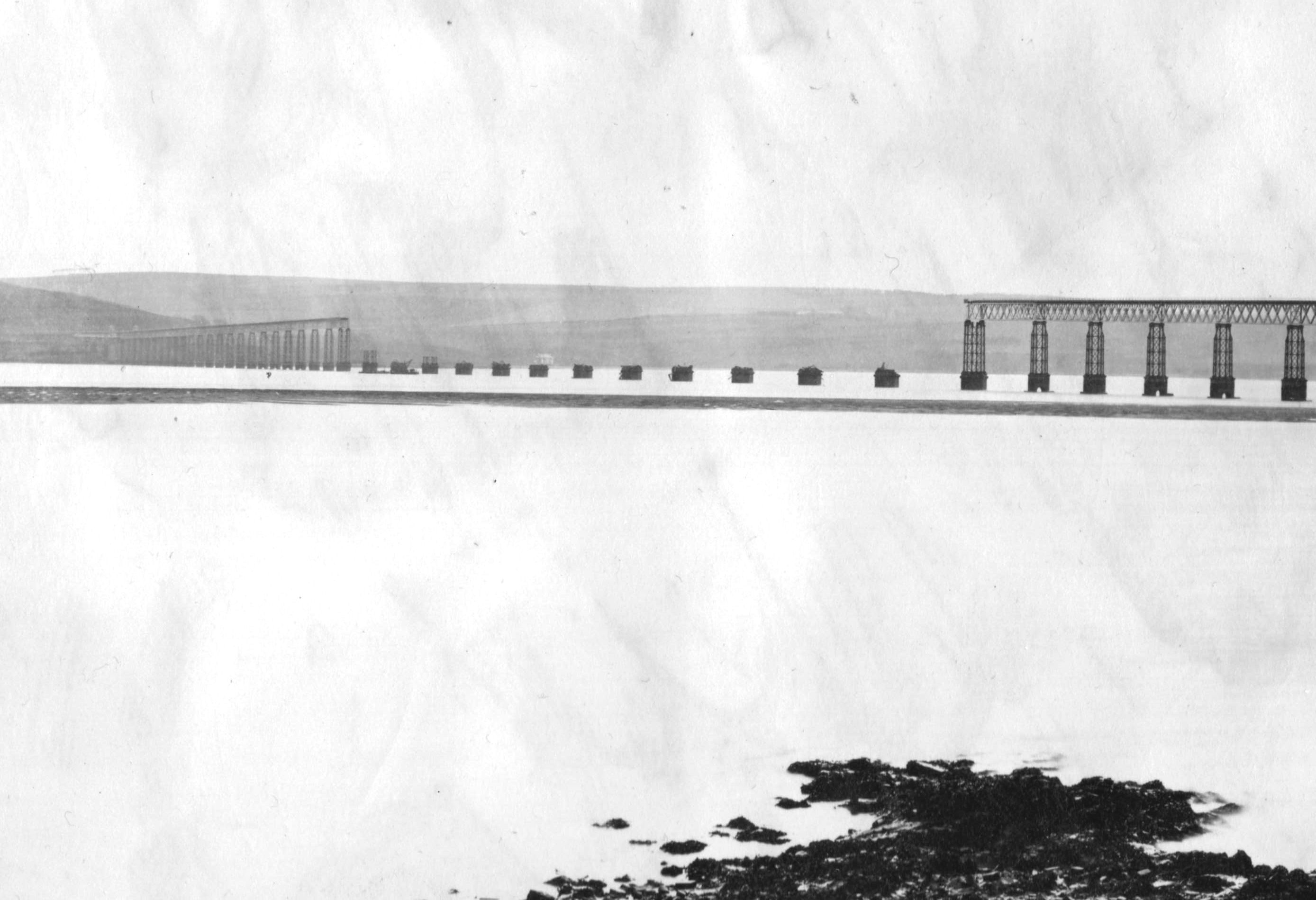
Puente del Tay caído, visto desde el norte

### Edificios
Las columnas de hierro fundido, que se utilizaron por primera vez en los edificios de los molinos, permitieron a los arquitectos construir edificios de varias plantas sin los muros enormemente gruesos que requieren los edificios de mampostería de cualquier altura. También permitieron ampliar el espacio de las fábricas y las líneas de visión en iglesias y auditorios. A mediados del siglo XIX, las columnas de hierro fundido eran habituales en los almacenes y edificios industriales, combinadas con vigas de hierro forjado o fundido, lo que finalmente condujo al desarrollo de los rascacielos con estructura de acero. El hierro fundido también se utilizó a veces para fachadas decorativas, especialmente en Estados Unidos, y el distrito del Soho de Nueva York cuenta con numerosos ejemplos. También se utilizó ocasionalmente para edificios prefabricados completos, como el histórico Edificio de Hierro en Watervliet, Nueva York (Estados Unidos).

### Fábricas textiles
Otro uso importante era en las fábricas textiles. El aire de las fábricas contenía fibras inflamables procedentes del algodón, el cáñamo o la lana que se hilaba. Por ello, las fábricas textiles tenían una alarmante propensión a incendiarse. La solución fue construirlas completamente con materiales incombustibles, y se encontró la conveniencia de dotar al edificio de una estructura de hierro, en gran parte de fundición, en sustitución de la madera inflamable. El primer edificio de este tipo fue el Molino de Lino de Ditherington en Shrewsbury, Shropshire. Muchos otros almacenes se construyeron utilizando columnas y vigas de hierro fundido, aunque diseños inadecuados, vigas defectuosas o la sobrecarga a veces provocaron derrumbes en los edificios y fallos estructurales.
Durante la Revolución Industrial, el hierro fundido también se utilizó ampliamente para los bastidores y otras piezas fijas de la maquinaria, incluidas las máquinas de hilar y posteriormente de tejer en las fábricas textiles. El uso del hierro fundido se generalizó, y muchas ciudades tenían fundiciones que producían maquinaria industrial y agrícola.

## Producción
El hierro de fundición se fabrica a partir del arrabio, que es el producto de la fusión del mineral de hierro en un alto horno.  La fundición puede hacerse directamente a partir del arrabio fundido o refundiendo el arrabio, a menudo junto con cantidades importantes de hierro, acero, piedra caliza, carbón (coque) y tomando diversas medidas para eliminar los contaminantes indeseables. El fósforo y el azufre pueden ser quemados del hierro fundido, pero esto también quema el carbono, que debe ser reemplazado. Dependiendo de la aplicación, el contenido de carbono y silicio se ajusta a los niveles deseados, que pueden ser del 2-3,5% y del 1-3%, respectivamente. Si se desea, se añaden otros elementos a la masa fundida antes de producir la forma final mediante fundido en moldes.
El hierro fundido se funde a veces en un tipo especial de alto horno conocido como cubilote, pero en las aplicaciones modernas, se funde más a menudo en hornos de inducción eléctricos u hornos de arco eléctrico. Una vez finalizada la fusión, el hierro fundido se vierte en un horno de retención o cuchara.

## Tipos

### Elementos de aleación

Diagrama metaestable de hierro-cementita

Las propiedades del hierro fundido se modifican añadiendo diversos elementos de aleación. Junto al carbono, el silicio es el aleante más importante porque obliga al carbono a salir de la solución. Un bajo porcentaje de silicio permite que el carbono permanezca en solución formando carburo de hierro y la producción de fundición blanca. Un alto porcentaje de silicio expulsa el carbono de la solución, formando grafito y produciendo fundición gris. Otros agentes de aleación, manganeso, cromo, molibdeno, titanio y vanadio contrarrestan el silicio, promueven la retención del carbono y la formación de esos carburos. El níquel y el cobre aumentan la resistencia, y la maquinabilidad, pero no modifican la cantidad de grafito formado. El carbono en forma de grafito da lugar a un hierro más blando, reduce la contracción, disminuye la resistencia y la densidad. El azufre, en gran medida un contaminante cuando está presente, forma sulfuro de hierro, que impide la formación de grafito y aumenta la dureza. El problema del azufre es que hace que el hierro fundido sea viscoso, lo que provoca defectos. Para contrarrestar los efectos del azufre, se añade manganeso porque ambos se combinan en forma de sulfuro de manganeso, evitando que se genere sulfuro de hierro. El sulfuro de manganeso es más ligero que la masa fundida, por lo que tiende a flotar fuera de esta y en la escoria. La cantidad de manganeso necesaria para neutralizar el azufre es 1,7 × contenido de azufre + 0,3%. Si se añade más de esta cantidad de manganeso, se forma carburo de manganeso, lo que aumenta la dureza y facilita el afino, excepto en la fundición gris, donde hasta un 1% de manganeso aumenta la resistencia y la densidad.
El níquel es uno de los elementos de aleación más comunes porque refina la estructura de la perlita y del grafito, mejora la tenacidad e iguala las diferencias de dureza entre los espesores de las secciones. El cromo se añade en pequeñas cantidades para reducir el grafito libre, facilitar el afino y porque es un potente estabilizador de los carburos; el níquel se añade a menudo conjuntamente. Se puede añadir una pequeña cantidad de estaño como sustituto del 0,5% de cromo. El cobre se añade en la cuchara o en el horno, con proporciones del orden del 0,5-2,5%, para reducir el afinado del grafito y aumentar la fluidez. El molibdeno se añade del orden del 0,3-1% para facilitar el proceso de afino de la estructura del grafito y la perlita; a menudo se añade junto con el níquel, cobre y cromo para formar hierros de alta resistencia. El titanio se añade como desgasificador y desoxidante, pero también aumenta la fluidez. El 0,15-0,5% de vanadio se añade al hierro fundido para estabilizar la cementita, incrementar la dureza y aumentar la resistencia al desgaste y al calor. El 0,1-0,3% de circonio ayuda a formar grafito, desoxidar y aumentar la fluidez.
En las fundiciones de hierro maleable, se añade bismuto, en una proporción del 0,002-0,01%, para aumentar la cantidad de silicio que se puede añadir. En el hierro blanco, se añade boro para ayudar a la producción de hierro maleable; también reduce el efecto rigidizante del bismuto.

### Fundición gris

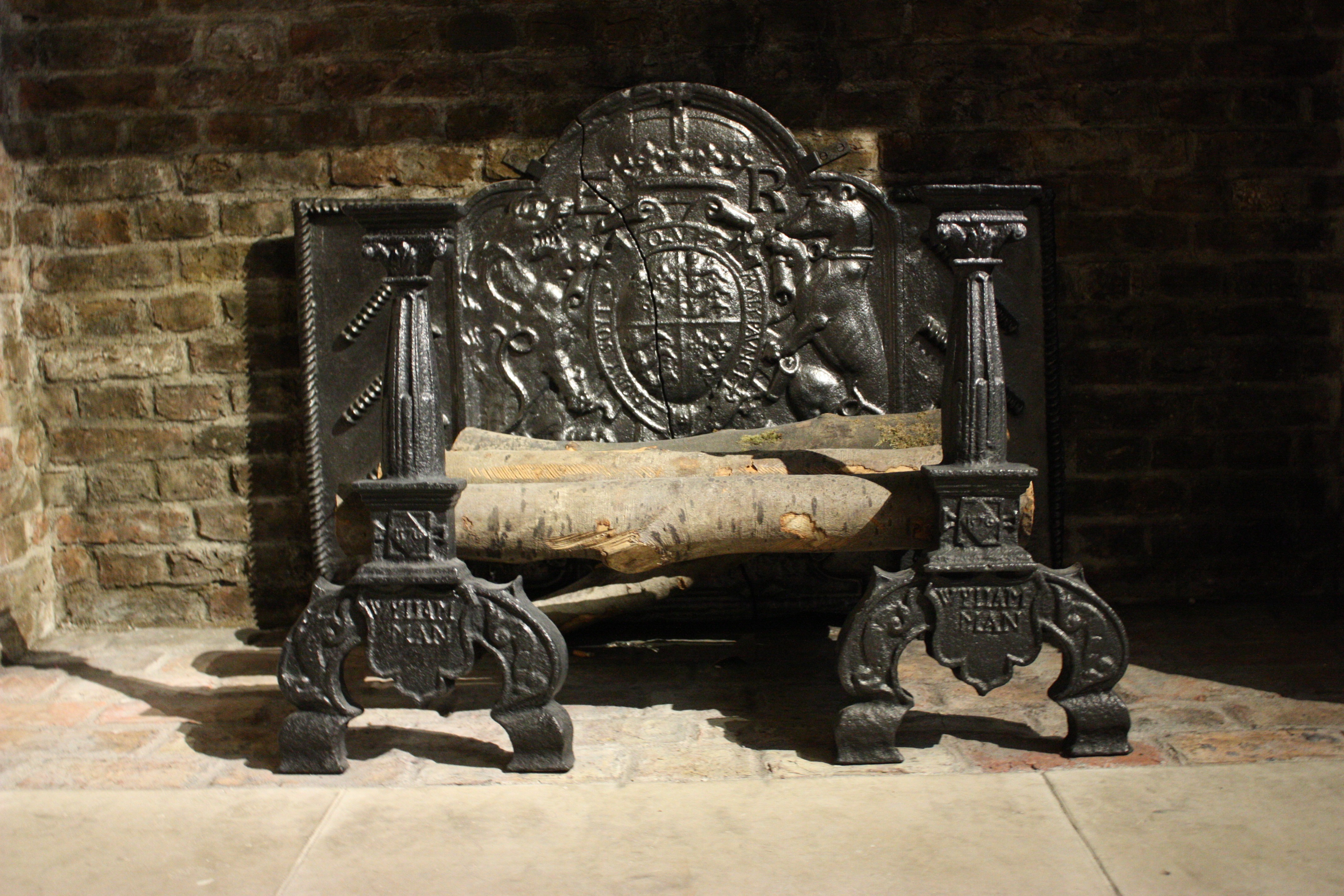
Par de morillos ingleses de 1576. Estas placas de chimenea eran algunos de los primeros usos comunes de la fundición, ya que no requerían gran resistencia mecánica del metal

La fundición gris se caracteriza por su microestructura grafítica, lo que provoca que las fracturas del material tengan un aspecto gris. Es el hierro fundido más utilizado. La mayoría de las fundiciones tienen una composición química de 2,5 a 4,0 % de carbono, 1 a 3 % de silicio y el resto de hierro. Tiene menos tensión de rotura y tenacidad que el acero, pero su esfuerzo de compresión es comparable al del acero de carbono bajo y medio. Estas propiedades mecánicas están controladas por el tamaño y la forma de las escamas de grafito presentes en su microestructura, y se pueden caracterizar de acuerdo con las pautas dadas por la ASTM.

### Fundición blanca
La fundición blanca muestra superficies de fractura blancas debido a la presencia de un precipitado de carburo de hierro llamado cementita. Con un contenido de silicio más bajo (agente grafitizante) y una velocidad de afinado más rápida, el carbono en la fundición blanca precipita como la fase metaestable cementita, Fe3C, en lugar de grafito. La cementita que precipita toma forma de partículas relativamente grandes. A medida que el carburo de hierro se precipita, extrae carbono de la masa fundida original, desplazando la mezcla hacia un estado que está más cerca del eutéctico, y la fase restante es la austenita de hierro-carbono inferior (que al enfriarse podría transformarse en martensita). Estos agregados de carburos eutécticos son demasiado grandes para brindar el beneficio de lo que se denomina endurecimiento por precipitación (como en algunos aceros, donde precipitados de cementita mucho más pequeños podrían inhibir [la deformación plástica] al impedir el movimiento de dislocación a través de la matriz de ferrita de hierro puro). Más bien, aumentan la dureza aparente del hierro fundido simplemente en virtud de su propia dureza muy alta y su fracción de volumen sustancial, de modo que la dureza aparente se puede aproximar mediante una regla de mezclas. En cualquier caso, ofrecen dureza a expensas de tenacidad. Dado que el carburo constituye una gran fracción del material, la fundición blanca podría clasificarse razonablemente como un cermet. Es un material demasiado frágil para su uso en muchos componentes estructurales; pero con buena dureza y resistencia a la abrasión y un costo relativamente bajo, encuentra uso en aplicaciones tales como superficies sometidas a desgaste (rodetes y volutas) de bombas, revestimientos de carcasas en molinos de bolas y otros molinos, bolas y anillos en  pulverizadores de carbón y los dientes de las palas de excavación de las retroexcavadoras (aunque el acero martensítico de carbono medio es más común para esta aplicación).
Es difícil enfriar fundiciones de grano grueso lo suficientemente rápido como para solidificar la masa fundida como fundición blanca por completo. Sin embargo, se puede usar un enfriamiento rápido para solidificar una capa de fundición blanca, después de lo cual el resto se enfría más lentamente para formar un núcleo de fundición gris. La fundición resultante, llamada "fundición enfriada", tiene los beneficios de una superficie dura con un interior algo más resistente a la rotura.
Las aleaciones de fundición blanca con un alto contenido de cromo permiten colar en arena piezas fundidas masivas (como por ejemplo, un impulsor de 10 toneladas), ya que el cromo reduce la velocidad de enfriamiento requerida para producir carburos a través de los mayores espesores de material. El cromo también produce carburos con una impresionante resistencia a la abrasión. Estas aleaciones con alto contenido de cromo atribuyen su dureza superior a la presencia de carburos de cromo. La forma principal de estos carburos son los carburos eutécticos o primarios M7C3, donde "M" representa hierro o cromo y puede variar según la composición de la aleación. Los carburos eutécticos se forman como haces de varillas hexagonales huecas y crecen perpendiculares al plano basal hexagonal. La dureza de estos carburos está dentro del rango de 1500-1800HV.

### Fundición maleable
La fundición maleable comienza como una fundición blanca que luego es térmicamente tratada durante uno o dos días a aproximadamente 950 °C (1742,0 °F) y luego se enfría durante uno o dos días. Como resultado, el carbono del carburo de hierro se transforma en grafito y ferrita más carbono. El proceso lento permite que la tensión superficial transforme el grafito en partículas esferoidales en lugar de escamas. Debido a su relación de aspecto más baja, los esferoides son relativamente cortos y alejados entre sí, y tienen una sección transversal más baja frente a una grieta en propagación o fonón. También tienen bordes romos, a diferencia de las escamas, lo que alivia los problemas de concentración de tensiones que se encuentran en la fundición gris. En general, las propiedades de la fundición maleable se parecen más a las del acero al carbono. Existe un límite en el tamaño de una pieza que se puede colar en fundición maleable, ya que está hecha de fundición blanca.

### Fundición dúctil
Desarrollada en 1948, la "fundición nodular" o "dúctil" tiene su grafito en forma de nódulos muy pequeños, con el grafito dispuesto en capas concéntricas que forman los nódulos. Como resultado, las propiedades de la fundición dúctil son las de un acero sin los efectos de concentración de tensiones que producirían las escamas de grafito. El porcentaje de carbono presente es 3-4 % y el porcentaje de silicio es 1,8-2,8 %. Pequeñas cantidades del 0,02 al 0,1% de magnesio, y solo del 0,02 al 0,04% de cerio añadidas a estas aleaciones retardan el crecimiento de precipitados de grafito al unirse a los bordes de los planos de grafito. Junto con el control cuidadoso de otros elementos y el control del tiempo de duración del proceso térmico, se facilita que el carbono se separe como partículas esferoidales a medida que el material se solidifica. Las propiedades son similares a las de la fundición maleable, pero las piezas se pueden moldear con secciones más grandes.

### Tabla comparativa de las cualidades de las fundiciones
| Nombre                                 | Composición nominal [% en peso]        | Forma y condición            | Límite elástico (0.2% desv) | Resistencia a tracción | Elongación [%] | Dureza [Dureza Brinell] | Usos                                                                                                |
| -------------------------------------- | -------------------------------------- | ---------------------------- | --------------------------- | ---------------------- | -------------- | ----------------------- | --------------------------------------------------------------------------------------------------- |
| Fundición gris (ASTM A48)              | C 3.4, Si 1.8, Mn 0.5                  | Fundición                    | —                           | 50 ksi (344,7 MPa)     | 0.5            | 260                     | Bloques de motores, volantes de inercia, carcasas de cajas de cambio, bases de máquinas herramienta |
| Fundición blanca                       | C 3.4, Si 0.7, Mn 0.6                  | Fundición (moldeo)           | —                           | 25 ksi (172,4 MPa)     | 0              | 450                     | Superficies de cojinetes                                                                            |
| Fundición maleable (ASTM A47)          | C 2.5, Si 1.0, Mn 0.55                 | Fundición (recocida)         | 33 ksi (227,5 MPa)          | 52 ksi (358,5 MPa)     | 12             | 130                     | Ejes de rodamientos, ruedas de oruga, cigüeñales                                                    |
| Fundición dúctil o nodular             | C 3.4, P 0.1, Mn 0.4, Ni 1.0, Mg 0.06  | Fundición                    | 53 ksi (365,4 MPa)          | 70 ksi (482,6 MPa)     | 18             | 170                     | Engranajes, árboles de levas, cigüeñales                                                            |
| Fundición dúctil o nodular (ASTM A339) | —                                      | Fundición (apagado templado) | 108 ksi (744,6 MPa)         | 135 ksi (930,8 MPa)    | 5              | 310                     | —                                                                                                   |
| Ni-duro tipo 2                         | C 2.7, Si 0.6, Mn 0.5, Ni 4.5, Cr 2.0  | Moldeo en arena              | —                           | 55 ksi (379,2 MPa)     | —              | 550                     | Aplicaciones de alta resistencia                                                                    |
| Ni-resistente tipo 2                   | C 3.0, Si 2.0, Mn 1.0, Ni 20.0, Cr 2.5 | Fundición                    | —                           | 27 ksi (186,2 MPa)     | 2              | 140                     | Resistencia al calor y a la corrosión                                                               |

## Lecturas relacionadas
- Harold T. Angus, Cast Iron: Physical and Engineering Properties, Butterworths, London (1976) ISBN 0408706880
- John Gloag and Derek Bridgwater, A History of Cast Iron in Architecture, Allen and Unwin, London (1948)
- Peter R Lewis, Beautiful Railway Bridge of the Silvery Tay: Reinvestigating the Tay Bridge Disaster of 1879, Tempus (2004) ISBN 0-7524-3160-9
- Peter R Lewis, Disaster on the Dee: Robert Stephenson's Nemesis of 1847, Tempus (2007) ISBN 978-0-7524-4266-2
- George Laird, Richard Gundlach and Klaus Röhrig, Abrasion-Resistant Cast Iron Handbook, ASM International (2000) ISBN 0-87433-224-9